# Mortillets Glanzschnecke
Mortillets Glanzschnecke (Oxychilus mortilleti), auch Berg-Glanzschnecke genannt, ist eine Landschnecke aus der Familie der Glanzschnecken (Oxychilidae); diese Familie gehört zur Unterordnung der Landlungenschnecken (Stylommatophora). Die Individuen eines isolierten Vorkommen in der Fränkischen Alb werden als Unterart ausgeschieden (Kelheim Glanzschnecke, Oxychilus mortilleti planus).

## Merkmale
Das rechtsgewundene Gehäuse ist abgeflacht-kegelförmig bis annähernd plan. Es misst 11 bis 15 mm im Durchmesser, ausnahmsweise auch bis 17 mm, und 4 bis 7 mm in der Höhe. Es hat im Adultstadium 5 bis 6,5 Windungen, die bis auf die letzte Windung relativ gleichförmig zunehmen. Sie sind oben nur schwach gewölbt. Die Naht ist relativ tief. Die letzte Windung nimmt etwas schneller in der Breite zu, sie ist 1,5 bis doppelt so breit wie die vorletzte Windung. die Peripherie ist dadurch auch stärker gerundet. Das letzte Viertel der Endwindung senkt sich auch leicht aus der Windungsachse des Gehäuses ab. Die Mündung ist in der direkten Aufsicht abgeflacht-elliptisch bis eiförmig (vom Anschnitt durch die vorige Windung abgesehen). Der Mündungsrand ist gerade und scharf. Der Nabel ist tief und zylinderförmig. Er nimmz etwa 1/6 bis 1/7 des Durchmessers ein.
Die Farbe der Schale variiert von hornfarben bis rötlichbraun. Sie ist durchscheinend. Auf der Oberfläche sind feine Anwachsstreifen vorhanden, die oft etwas runzelig wirken. Es sind auch feine Spiralstreifen vorhanden, die aber nur mit der Lupe und vor allem an der Naht sichtbar sind. Die Oberfläche ist trotzdem geglättet und hochglänzend.
Der Weichkörper ist blauschwarz gefärbt. Dagegen ist die Fußsohle eher weißlich. Die Radula weist 29 bis 31 Elemente pro Querreihe auf. Im zwittrigen Genitalapparat ist der Samenleiter (Vas deferens) recht kurz. Er dringt apikal in den Epiphallus ein. Dieser Anfangsteil ist zunächst verdickt; er wird bis zum Eintritt in den Penis wieder dünner. Der Samenleiter ist kurz vor dem Eintritt in den Epiphallus mit dem Penis durch ein paar Gewebestränge verbunden. Der Epiphallus dringt unterhalb des Apex in den Penis ein. Der Apex wird durch einen Blindsack (Caecum, oder oft auch Glagellum genannt) gebildet. Am Apex dieses Blindsackes des Penis setzt der Penisretraktormuskel an. Der Penis ist klar unterteilt in einen proximalen und distalen Teil, die durch einen „Flaschenhals“ miteinander verbunden sind. Der proximale Teil des Penis besitzt innen 6 bis 13 Reihen von sehr kleinen, zahlreichen, polygonalen oder pyramidalen Papillen. Sie sind jedoch nicht miteinander verbunden und bilden keine welligen Falten. Der distale Teil des Penis hat innen nur noch Längsfalten. Er ist von einer muskulösen Gewebehülle umgeben, die aber auch etwas kürzer sein kann als der distale Teil des Penis. Der proximale Anteil ist länger als der distale Anteil des Penis. Der distale Teil ist durch eine dünne Öffnung mit dem Atrium verbunden. Im weiblichen Teil des Geschlechtsapparates ist der freie Eileiter recht kurz, die Vagina doppelt so lang. Die perivaginale Drüse umschließt den oberen Teil der Vagina, den unteren Teil des freien Eileiters und den Stiel der Spermathek. Der Stiele der Spermathek ist recht lang, die Blase birnenförmig. Sie erreicht fast die Albumindrüse. Die Vagina und der Penis öffnen sich in ein sehr kurzes Atrium.

## Ähnliche Arten
Mortillets Glanzschnecke ähnelt der Keller-Glanzschnecke (Oxychilus cellarius). Allerdings ist die letzte Windung etwas breiter und die Mündung ist besser gerundet und etwas größer. Das Gehäuse von Mortillets Glanzschnecke ist enger gewickelt mit tieferer Naht. Das Gehäuse ist zudem im Durchschnitt etwas größer und dunkler gefärbt. Eine sichere Unterscheidung der beiden Arten ist jedoch nur anhand der Anatomie möglich. Penis, Samenleiter (Vas deferens) und Stiel der Spermathek sind länger und relativ schmaler als bei der Keller-Glanzschnecke und bei der Großen Glanzschnecke (Oxychilus draparnaudi). Bei letzterer Art ist der Nabel geringfügig weiter. Bei der Glatten Glanzschnecke (Morlina glabra) ist der Nabel etwas enger.

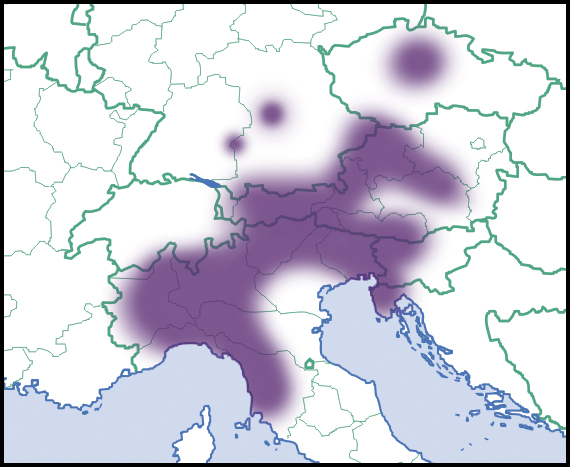
Verbreitungsgebiet der Art (nach Welter-Schultes)

## Geographische Verbreitung und Lebensraum
Die Art kommt überwiegend in den Südalpen, Norditalien und in Istrien vor. Nördlich der Alpen sind nur wenige Vorkommen in Bayern (Allgäuer und Berchtesgadener Alpen, Altmühltal), in Österreich und in Tschechien bekannt.
Die Tiere leben unter moosbewachsenen Steinen, Geröll und Laub, an alten Mauern, Weinbergterrassen und Felsspalten, an feuchten, schattigen Stellen. Sie kommen in offenen und halboffenen Gegenden, aber auch in Wäldern vor. Sie bevorzugen höhere Lagen, in der Schweiz ist die Art bis auf 1.600 m über Meereshöhe nachgewiesen. Sie sind nicht auf kalkhaltige Böden beschränkt.

## Lebensweise und Fortpflanzung
Mortillets Glanzschnecke frisst welkes Pflanzenmaterial, ist aber hauptsächlich ein karnivor. Bei ausschließlicher Pflanzennahrung kümmern die Tiere und wachsen kaum. Sie brauchen für eine normale Entwicklung tierische Nahrung. Sie beißt die Beutetiere, meist kleinere Gehäuse- und Nacktschnecken, und lähmt sie mit einem Gift. Die Beutetiere werden dann rasch aufgefressen.
Die Eier werden von März bis Mai unter Moos abgelegt. Ein Gelege enthält lediglich zwei bis fünf relativ große Eier. Diese sind milchigtrüb, rund und haben einen Durchmesser von 1,4 mm. Mit elf bis zwölf Monaten sind die Tiere geschlechtsreif, das Gehäuse wächst aber noch etwas weiter. In Gefangenschaft erreichten die Tiere ein maximales Alter von 6 Jahren.

## Taxonomie
Das Taxon wurde 1859 von Ludwig Karl Georg Pfeiffer in der ursprünglichen Kombination Helix Mortilleti erstmals beschrieben. Er schrieb das Taxon jedoch Josef Stabile zu. Der Name wurde ihm anscheinend durch Josef Stabile per Brief mitgeteilt. Eine Mitwirkung von Stabile an der Beschreibung ist jedoch nicht ersichtlich, sodass der Name Ludwig Pfeiffer zugeschrieben werden muss. Einige Autoren haben den Namen als Ersatznamen (nomen novum) für Helix villae Pfeiffer, 1856 interpretiert, das durch Helix villae Deshayes, 1850 bereits vergeben war. Im Text findet sich jedoch kein Hinweis, dass er diesen präokkupierten Namen ersetzen wollte, sodass Helix mortilleti als neuer wissenschaftlicher Name zu interpretieren ist. Der Name ist allgemein anerkannt.
Die Gattung Oxychilus wird von manchen Autoren in Untergattungen unterteilt. Mortillets Glanzschnecke wird in dieser Klassifikation der Nominatuntergattung Oxychilus (Oxychilus) Fitzinger, 1833 zugerechnet. Derzeit wird die Art in zwei Unterarten unterteilt:
- Oxychilus mortilleti mortilleti (Pfeiffer, 1859), die Nominatunterart, Gewinde noch leicht erhaben, im größeren Teil des Verbreitungsgebietes
- Oxychilus mortilleti planus (Clessin, 1877) (Kelheim Glanzschnecke[10]), die Oberseite ist fast ganz plan, nur im Fränkischen Jura bei Kelheim.

## Gefährdung
Die in Bayern lebende Unterart Oxychilus mortilleti planus oder Kelheim-Glanzschnecke steht auf der Roten Liste Gefährdeter Muscheln und Schnecken Bayerns. Nach Vollrath Wiese ist sie extrem selten. Sie gilt als gefährdet in der Schweiz. In Österreich ist die Art in fast allen Bundesländer potenziell gefährdet. Die IUCN beurteilt die Art auf das Gesamtverbreitungsgebiet gesehen als nicht gefährdet.